# Aeroport de Katumbi
L'aeroport de Katumbi (codi OACI: FWKB) era un aeroport 2 quilometres (1.2 mi) al sud-oest del poble de Katumbi, a la República de Malawi. Segons els registres no va ocórrer cap accident aeri en les seves instal·lacions.
En vistes aèries, la pista sembla haver estat abandonada en algun moment després de 2002. Ara creixen arbres i arbusts a la zona de la pista i s'han eliminat les marques de la pista.